# Erasmus Alberus
Erasmus Alberus, född omkring 1500 och död 5 maj 1553, var en tysk teolog, författare och psalmförfattare.
Alberus var lärjunge till Luther och förkämpe för reformationen. Alberus utgav Das Buch von der Tugend und Weisheit och Der Barfüssermönche Eulenspiegel und Alkoran med företal av Luther.

## Psalmer
- Ihr lieben Christen, freut euch nun
- Mein Seel, o Herr, muss loben dich
- Nu fröjdas vi med glädje stor (Nun freut euch Gottes Kinder all).[1]
- Steht auf, ihr lieben Kinderlein
- Wir danken Gott für seine Gaben
- Christe, du bist der helle Tag

- Nya psalmer 1921
  - 648 O Kriste, du som ljuset är Finns på Wikisource.